# Minami Moeka
Minami Moeka (南 萌華) (Szaitama prefektúra, 1998. december 7. –) japán válogatott labdarúgó.

## Klub
A labdarúgást az Urawa Red Diamonds csapatában kezdte.

## Nemzeti válogatott
2019-ben debütált a japán válogatottban. A japán válogatott tagjaként részt vett a 2019-es világbajnokságon és a 2020. évi nyári olimpiai játékokon. A japán válogatottban 18 mérkőzést játszott.

## Statisztika
| Japán válogatott | Japán válogatott | Japán válogatott |
| Időszak          | Mérk.            | gól              |
| ---------------- | ---------------- | ---------------- |
| 2019             | 10               | 0                |
| 2020             | 2                | 0                |
| 2021             | 6                | 1                |
| Összesen         | 18               | 1                |